# Во-ан-Бюже
Во-ан-Бюже́ (фр. Vaux-en-Bugey) — муніципалітет у Франції, у регіоні Овернь-Рона-Альпи, департамент Ен. Населення — 1234 особи (01.01.2021).
Муніципалітет розташований на відстані близько 400 км на південний схід від Парижа, 45 км на північний схід від Ліона, 33 км на південь від Бург-ан-Бресса.

## Історія
До 2015 року муніципалітет перебував у складі регіону Рона-Альпи. Від 1 січня 2016 року належить до нового об'єднаного регіону Овернь-Рона-Альпи.

## Демографія
Динаміка населення (Cassini ):
Розподіл населення за віком та статтю (2006):
| Стать | Всього | До 15 років | 15-24 | 25-44 | 45-64 | 65-85 | Понад 85 |
| --- | ------ | ----------- | ----- | ----- | ----- | ----- | -------- |
| Чоловіки | 529    | 105         | 62    | 160   | 132   | 70    | 0        |
| Жінки | 538    | 102         | 70    | 156   | 128   | 70    | 12       |
| \| Статево-вікова піраміда \| Статево-вікова піраміда \| Статево-вікова піраміда \| \| ----------------------- \| ----------------------- \| ----------------------- \| \| Чоловіки \| Вік \| Жінки \| \| 0 \| 85 + \| 12 \| \| 4 \| 80-84 \| 8 \| \| 16 \| 75-79 \| 16 \| \| 23 \| 70-74 \| 23 \| \| 27 \| 65-69 \| 23 \| \| 23 \| 60-64 \| 23 \| \| 27 \| 55-59 \| 27 \| \| 39 \| 50-54 \| 55 \| \| 43 \| 45-49 \| 23 \| \| 55 \| 40-44 \| 70 \| \| 35 \| 35-39 \| 27 \| \| 27 \| 30-34 \| 39 \| \| 43 \| 25-29 \| 20 \| \| 35 \| 20-24 \| 31 \| \| 27 \| 15-20 \| 39 \| \| 39 \| 10-14 \| 51 \| \| 27 \| 5-9 \| 35 \| \| 39 \| 0-4 \| 16 \| |        |             |       |       |       |       |          |
| Статево-вікова піраміда |        |             |       |       |       |       |          |
| Чоловіки | Вік    | Жінки       |       |       |       |       |          |
| 0 | 85 +   | 12          |       |       |       |       |          |
| 4 | 80-84  | 8           |       |       |       |       |          |
| 16 | 75-79  | 16          |       |       |       |       |          |
| 23 | 70-74  | 23          |       |       |       |       |          |
| 27 | 65-69  | 23          |       |       |       |       |          |
| 23 | 60-64  | 23          |       |       |       |       |          |
| 27 | 55-59  | 27          |       |       |       |       |          |
| 39 | 50-54  | 55          |       |       |       |       |          |
| 43 | 45-49  | 23          |       |       |       |       |          |
| 55 | 40-44  | 70          |       |       |       |       |          |
| 35 | 35-39  | 27          |       |       |       |       |          |
| 27 | 30-34  | 39          |       |       |       |       |          |
| 43 | 25-29  | 20          |       |       |       |       |          |
| 35 | 20-24  | 31          |       |       |       |       |          |
| 27 | 15-20  | 39          |       |       |       |       |          |
| 39 | 10-14  | 51          |       |       |       |       |          |
| 27 | 5-9    | 35          |       |       |       |       |          |
| 39 | 0-4    | 16          |       |       |       |       |          |

## Економіка
2010 року серед 747 осіб працездатного віку (15—64 років) 588 були активними, 159 — неактивними (показник активності 78,7%, у 1999 році було 73,4%). З 588 активних мешканців працювало 549 осіб (303 чоловіки та 246 жінок), безробітними було 39 (18 чоловіків та 21 жінка). Серед 159 неактивних 42 особи були учнями чи студентами, 74 — пенсіонерами, 43 були неактивними з інших причин.

У 2010 році в муніципалітеті числилось 491 оподатковане домогосподарство, у яких проживали 1202,0 особи, медіана доходів виносила 20 081 євро на одного особоспоживача

## Міста-побратими
- Редавалле, Італія